# 粗纹顶盖螺
粗纹顶盖螺（学名：Sabia acuta），是中腹足目顶盖螺科Sabia属的一种。主要分布于台湾，常栖息在潮间带岩礁。